# Aurélien Miralles
Pour les articles homonymes, voir Miralles.
Aurélien Miralles est un herpétologiste, phylogénéticien et taxonomiste français, né en 1978. Il est un spécialiste de la systématique des lézards Scincidae, et s’intéresse également à l'adaptation au mode de vie fouisseur, phénomène observé de façon récurrente chez les squamates (ex. régression des membres),,. Par ailleurs, plusieurs de ses recherches portent sur les aspects méthodologiques et théoriques de la pratique taxonomique,,,,,,,,, ainsi que sur l'étude des perceptions sensorielles et empathiques des humains au contact de la diversité du Vivant,,.

## Biographie
Aurélien Miralles soutient en 2006 sa thèse de doctorat sur l'évolution et la systématique des scinques d'Amérique du Sud au Muséum national d'Histoire naturelle, avant de réaliser plusieurs postdoctorats dans le laboratoire de Miguel Vences, en Allemagne (sur les scinques de Madagascar), à l'ISYEB, au CNRS et à l'Université de Munich. Son Habilitation à Diriger des Recherches (HDR), soutenue en 2021, porte sur la pratique alpha-taxonomique au XXIe siècle.

## Quelques taxons décrits
- Maracaiba meridensis (Miralles, Rivas & Schargel, 2005)[17]
- Varzea altamazonica (Miralles, Barrio-Amoros, Rivas & Chaparro-Auza, 2006)[18]
- Alinea berengerae (Miralles, 2006)[19]
- Fimbrios smithi Ziegler, David, Miralles, Doan Van Kien & Nguyen Quang Truong, 2008[20]
- Maracaiba zuliae (Miralles, Rivas Fuenmayor, Bonillo, Schargel, Barros, Garcia-Pérez & Barrio-Amoros, 2009)[21]
- Orosaura nebulosylvestris (Miralles, Rivas Fuenmayor, Bonillo, Schargel, Barros, Garcia-Pérez & Barrio-Amoros, 2009)[21]
- Chioninia vaillantii xanthotis Miralles, Vasconcelos, Perera, Harris, Carranza, 2011[22]
- Chioninia spinalis santiagoensis Miralles, Vasconcelos, Perera, Harris, Carranza, 2011[22]
- Chioninia spinalis boavistensis Miralles, Vasconcelos, Perera, Harris, Carranza, 2011[22]
- Paracontias vermisaurus Miralles, Kölhler, Vieites & Glaw, Vences, 2011[23]
- Paracontias ampijoroensis Miralles, Jono, Mori, Gandola, Erens, Köhler, Glaw, Vences [24]
- Paracontias mahamavo Miralles, Jono, Mori, Gandola, Erens, Köhler, Glaw, Vences [24]
- Madascincus arenicola Miralles, Kölhler, Glaw & Vences, 2011[25]
- Madascincus miafina Miralles, Kölhler, Glaw & Vences, 2016[26]
- Madascincus pyrurus Miralles, Kölhler, Glaw & Vences, 2016[26]
- Amphiglossus meva  Miralles, Raselimanana, Rakotomalala, Vences & Vieites, 2011[27]
- Brookesia brunoi Crottini, Miralles, Glaw, Harris, Lima, & Vences, 2012[28]
- Voeltzkowia mobydick (Miralles, Anjeriniana, Hipsley, Mueller, Glaw & Vences, 2012)[29]
- Paragehyra austini Crottini, Harris, Miralles, Glaw, Jenkins, Randrianantoandro, Bauer & Vences, 2014[30]
- Paragehyra felicitae Crottini, Harris, Miralles, Glaw, Jenkins, Randrianantoandro, Bauer & Vences, 2014[30]
- Uroplatus fiera Ratsoavina, Ranjanaharisoa, Glaw, Raselimanana, Miralles & Vences, 2015[31]
- Chalarodon steinkampi Miralles, Glaw, Ratsoavina & Vences, 2015[32]
- Brachyseps Erens, Miralles, Glaw, Chatrou & Vences, 2017[33]
- Flexiseps Erens, Miralles, Glaw, Chatrou & Vences, 2017[33]
- Amblyrhynchus cristatus godzilla Miralles, Macleod, Rodriguez, Ibanez, Jiménez-Uzcategui, Quezada, Vences & Steinfartz, 2017[34]
- Amblyrhynchus cristatus jeffreysi Miralles, Macleod, Rodriguez, Ibanez, Jiménez-Uzcategui, Quezada, Vences & Steinfartz, 2017[34]
- Amblyrhynchus cristatus hayampi Miralles, Macleod, Rodriguez, Ibanez, Jiménez-Uzcategui, Quezada, Vences & Steinfartz, 2017[34]
- Amblyrhynchus cristatus trillmichi Miralles, Macleod, Rodriguez, Ibanez, Jiménez-Uzcategui, Quezada, Vences & Steinfartz, 2017[34]
- Amblyrhynchus cristatus wikelskii Miralles, Macleod, Rodriguez, Ibanez, Jiménez-Uzcategui, Quezada, Vences & Steinfartz, 2017[34]
- Acanthodactylus lacrymae Miralles, Geniez, Beddek, Mendez-Aranda, Brito, Leblois & Crochet, 2020[35]
- Acanthodactylus montanus Miralles, Geniez, Beddek, Mendez-Aranda, Brito, Leblois & Crochet, 2020[35]
- Paroedura rennerae Miralles, Bruy, Crottini, Rakotoarison, Ratsoavina, Schertz, Schmidt, Köhler, Glaw, Vences, 2021[36]